# Arapski jezici
Arapski jezici, skupina južnih centralnosemitskih jezika raširenih po arapskim državama, poglavito na Arapskom poluotoku i sjevernoj Africi. U južnu skupinu centralnosemitskih jezika pripada zajedno s kanaanskim jezicima.
U arapske jezike pripada 35 različitih jezika među kojima i malteški. Ostali arapski jezici su: alžirski arapski ili alžirski (arq); baharna arapski (u Bahreinu; abv); buharski arapski (ili tadžidži/tajiji arapski; abh); cipriotski arapski (acy); čadski arapski ili shuwa arapski (shu); dhofari ili zofari (adf); donjoegipatski arapski (arz); gornjoegipatski arapski (aec); hadrami arapski (ayh); hassaniyya (mey); hijazi arapski (acw); irački arapski ili mezopotamski qeltu arapski (acm); judeoirački arapski (jahudinski; yhd); judeojemenski arapski (jye); judeomarokanski arapski (aju); judeotripolitanski arapski (yud); judeotuniski arapski (ajt); južnojemenski arapski (acq), južnolevantinski arapski (ajp); libijski arapski (ayl); malteški (mlt); marokanski arapski (ary);najdi arapski (ars); omanski arapski (acx); saharski arapski (aao), 100,000 u Alžiru (1996) i 10,000 u Nigeru (1998); Shihhi arapski (jezik naroda Shihuh (ssh); sjevernojemenski arapski (ayn); sjevernolevantinski arapski (apc); sjevernomezopotamski arapski (ayp); standardni arapski ili al fus-ha, al arabiya (arb); sudanski arapski ili kartumski arapski (apd); tuniski arapski (aeb); uzbečki arapski (auz); bedavi arapski (avl); zaljevski arapski ili khaliji arapski (afb);.

## Vanjske poveznice
- Ethnologue (14th)